# Rio Dabus
O rio Dabus é um curso de água da Etiópia e afluente do rio Abay pela margem norte. Este rio tem uma área de drenagem de aproximadamente 21 032 km².
O Dabus era antigamente conhecido como Yabus e os locais referiam-se a ele por este nome, sem o distinguir do Yabus do Sudão, que é afluente do Nilo Branco. Juan Maria Schuver, um explorador neerlandês, foi o primeiro europeu que determinou que se tratava de dois rios diferentes, e em 1882 provou que era falso o rumor de que estes rios fluíam a partir do mesmo lago de montanha.